# Eutelia affinis
Eutelia affinis is een vlinder uit de familie van de Euteliidae. De wetenschappelijke naam van de soort is voor het eerst geldig gepubliceerd in 1918 door Hampson.